# 白斑口孵非鯽
白斑口孵非鯽，為輻鰭魚綱鱸形目隆頭魚亞目慈鯛科的其中一種，分布於非洲愛德華湖、艾伯特湖、喬治湖流域，體長可達36.3公分，棲息在湖泊沿岸水域，成群活動，能忍受低氧環境，以浮游生物及有機碎屑為食，可做為食用魚及觀賞魚。